# Mellisia begonifolia
Mellissia es un género monotípico de plantas en la familia de las Solanáceas. Su única especie:  Mellisia begonifolia, es nativa de Isla Santa Elena.

## Descripción
Mellissia begoniifolia se caracteriza por el cáliz subcampanudo que encierra la corola de color blanco,  algo así como la "linterna china" del género Physalis. Sin embargo, está estrechamente relacionado con el género Withania.
La planta  se pensó que se había extinguido hace mucho tiempo, pero una pequeña población fue descubierta en 1998 por Stedson Stroud. A partir de 2011, se consideró "efectivamente extinguido en la naturaleza" por los expertos en el Jardín Botánico de Kew, porque ya no había ninguna plantas en su hábitat natural. Sólo una planta adulta quedaba el año 2010, y estaba bajo un estrés extremo, debido a la sequía y las plagas. Las plantas murieron, pero algunas plantas germinaron a partir de 2011 por las lluvias. La supervivencia de las plántulas es cuestionable.

## Taxonomía
Mellissia begonifolia fue descrita por Joseph Dalton Hooker y publicado en Hooker's Icon. Pl. 11: t. 1021, en el año 1867.
Etimología
Fue nombrado por Joseph Dalton Hooker en honor de Juan Carlos Melliss, un ingeniero del siglo XIX y naturalista aficionado que trabajaba en Isla Santa Elena.
Sinonimia
- Physalis begonifolia Roxb. basónimo[3]